# Grevillea mucronulata
Grevillea mucronulata conocida en su lugar de origen como "green spider flower", es un arbusto endémico de Nueva Gales del Sur en Australia.

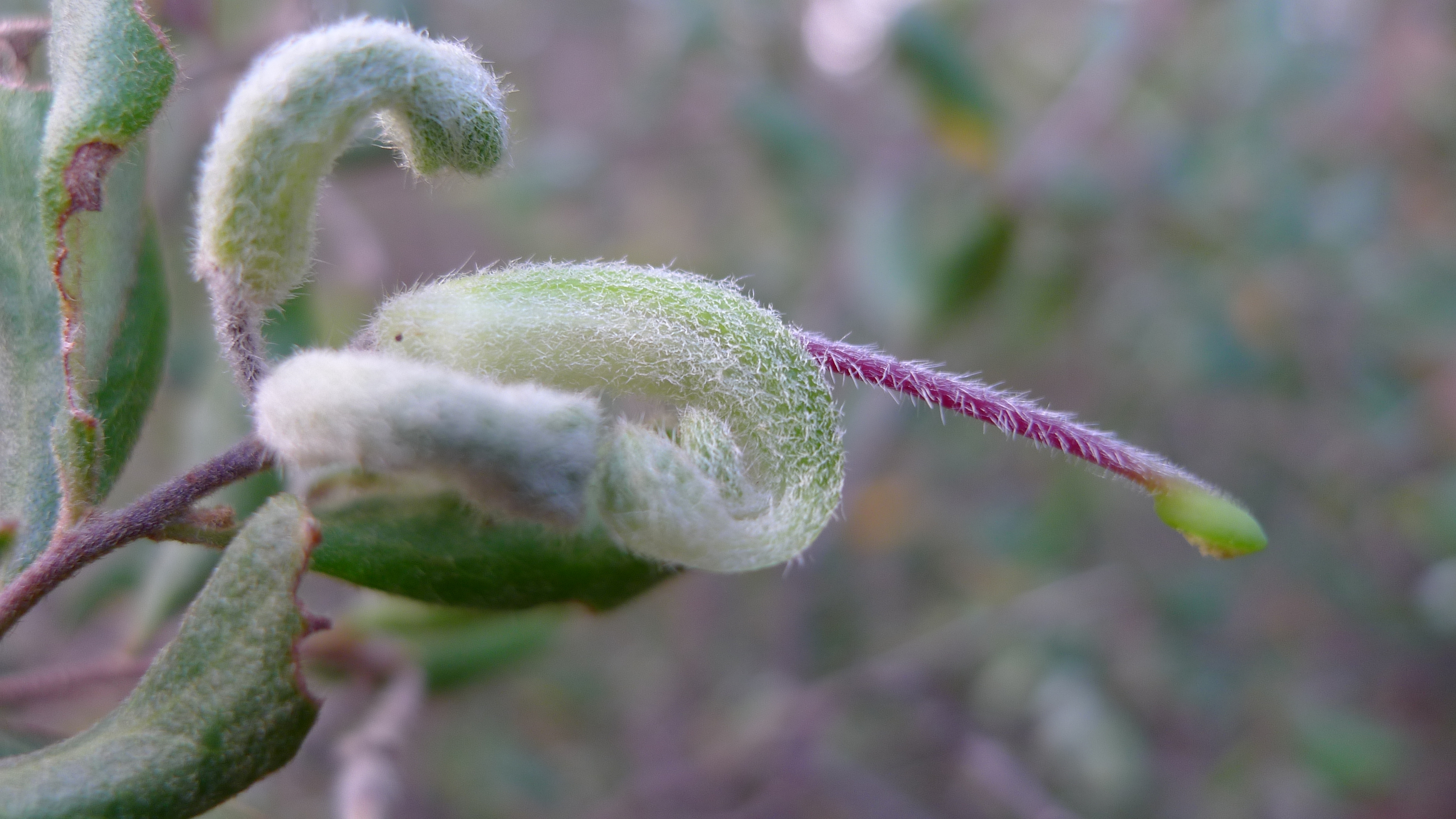
Flor

## Características
Esta especie es un arbusto erecto o extendido que usualmente alcanza entre  0,3 y 2 m de altura. Sus hojas son elípticas, ovadas o redondas. Sus flores verdes aparecen en el otoño tardío a media primavera.

## Distribución
La especie se desarrolla en terrenos secos de bosques o áreas saludables de Hunter Valley, de la región de Sídney y a lo largo de la costa hacia Eden donde se encuentran en grupos aislados.

## Taxonomía
Grevillea mucronulata fue descubierta en 1810 por el botánico Robert Brown con referencia a un espécimen recogido en Port Jackson.
Etimología
Grevillea, el nombre del género fue nombrado en honor de Charles Francis Greville, cofundador de la Real Sociedad de Horticultura.
mucronulata, epíteto derivado del latín que significa "mucronada"
Sinonimia
- Embothrium acuminatum (R.Br.) Dum.Cours.
- Grevillea acuminata R.Br.
- Grevillea acuminata A.Cunn. ex Meisn. nom. inval.
- Grevillea attenuata A.Cunn. ex Meisn.
- Grevillea cinerea R.Br.
- Grevillea cinerea R.Br. var. cinerea
- Grevillea cinerea var. angustifolia Benth.
- Grevillea cinerea var. myrtacea Meisn.
- Grevillea mucronulata var. angustifolia Benth.
- Grevillea myrtacea Sieber ex Spreng.
- Grevillea myrtacea Sieber ex Schult. & Schult.f. nom. illeg.